# Harpactea lazonum
Harpactea lazonum là một loài nhện trong họ Dysderidae.
Loài này thuộc chi Harpactea. Harpactea lazonum được miêu tả năm 1978 bởi Brignoli.